# Zhu Rongji
Zhu Rongji (Chinees: 朱鎔基 / 朱镕基, Hanyu pinyin: Zhū Róngjī) (Changsha, 23 oktober 1928) is een voormalig leidinggevend Chinees politicus.

## Educatie en vroege carrière
Zhu studeerde aan de Tsinghua-universiteit te Peking en werd als student in 1949 lid van de Communistische Partij van China. Na zijn afstuderen werkte hij voor de provinciale overheid in Noordoost-China. Tijdens de Anti-Rechtse Campagne van 1957-1958 werd hij opgepakt, uit zijn functie gezet en op het platteland tewerkgesteld. Ook tijdens de Culturele Revolutie werd hij weer naar het platteland gestuurd.
In 1975 kon Zhu weer voor de overheid werken, en in 1979 werd hij volledig gerehabiliteerd. In 1988 volgde hij Jiang Zemin, die de plaatselijke partijsecretaris werd, op als burgemeester van Shanghai. Het volgende jaar volgde Zhu Jiang ook op als partijsecretaris van Shanghai, en combineerde op dat moment dus beide functies.

## Premierschap
In de vroege jaren 90 werd Zhu eerst lid van het Politbureau van de Communistische Partij van China en vervolgens een van de vicepremiers. Ten slotte volgde hij in 1998 Li Peng op als premier van de Volksrepubliek China, op het moment dat Jiang Zemin president was. Zhu ging in 2003 met pensioen en werd opgevolgd door Wen Jiabao.
Als vicepremier en als premier nam Zhu verschillende ingrijpende maatregelen om de economie van China te stimuleren. Zo werd onder zijn premierschap het aantal staatsbedrijven teruggebracht door bijna de helft ervan te privatiseren. Dit had als gevolg dat rond de vijftig miljoen werknemers hun baan verloren. Andere staatsbedrijven werden gesaneerd. Deze drastische maatregelen leidden er toe dat de Chinese economie groeide, als gevolg van toegenomen ondernemingszin. Zhu was er daarbij voorstander van dat China meer contacten met de buitenwereld, inclusief het economisch liberale Westen, zou aangaan. Hij kreeg zijn bureaucratie uiteindelijk zover de toetreding in 2001 van China tot de Wereldhandelsorganisatie te aanvaarden. Verder zette Zhu zich ervoor in om de bureaucratie en de corruptie van de Chinese overheid te reduceren. Zo halveerde hij de ambtenarij van de centrale overheid.
Zhu stond bij zijn hervormingen bekend om zijn directe stijl. Door Henry Kissinger is hij getypeerd als "een vooraanstaand economisch beleidsvormer met een uitzonderlijke intelligentie en vasthoudendheid". Toch had hij niet alles kunnen bereiken waar hij op ingezet had. Aan het eind van zijn termijn als premier was de bureaucratie bij de centrale overheid weliswaar afgenomen, maar op het platteland juist toegenomen. Ook bleven veel staatsbedrijven op de oude, inefficiënte wijze functioneren.

## Trivia
Hoewel politici en ex-politici van de Communistische Partij van China hun haar gewoonlijk zwart verven, verscheen Zhu tot veler verbazing bij de jaarlijkse bijeenkomst van het parlement in 2013 met ongeverfd, grijs haar.
- Bibsys: 10081817
- Bibliothèque nationale de France: cb14450737q (data)
- CiNii: DA14923796
- Gemeinsame Normdatei: 123374995
- International Standard Name Identifier: 0000 0000 7864 7657
- Library of Congress Control Number: n81019046
- Nationale Bibliotheek van Letland: 000200621
- National Archives and Records Administration: 10569784
- Bibliotheek van het Japanse parlement: 00623841
- Nationale Bibliotheek van Tsjechië: jx20120620002
- Nationale bibliotheek van Australië: 36603697
- Nationale Bibliotheek van Israël: 987007589541505171
- Nationale Bibliotheek van Polen: a0000003616312
- Nederlandse Thesaurus van Auteursnamen: 170525929
- Réseau des bibliothèques de Suisse occidentale: 02-A024171099
- Système universitaire de documentation: 070379181
- Trove: 1320711
- Virtual International Authority File: 20587440
- WorldCat: E39PBJbRjKJMkGxjDCR7jrdRKd